# Mels de Jong
Melchior Adriaan (Mels) de Jong (Roermond, 6 juni 1932 − Meyras (Frankrijk), 14 september 2018) was een Nederlands psycholoog, publicist en vertaler.

## Biografie
De Jong was een zoon van de persfotograaf Johannes Jacobus Maria de Jong (1898) en verpleegster Wietske Saardina Stek (1896); hij was een neef (oomzegger) van de schrijver A.M. de Jong, die zelf overigens ook een zoon Mels A. de Jong had, geboren in 1916. Hij promoveerde op 3 april 1981 aan de Universiteit van Amsterdam op Emotie en respons. Een psychofysiologisch onderzoek met als promotor prof. dr. Piet Visser (1919-2009). In 1984 werkte hij mee aan een bundel voor zijn promotor: Grensverleggingen in de psychologie. Liber amicorum bij het afscheid van prof. dr. P. Visser als hoogleraar psychofysiologie, U.v.A.. Als psycholoog hield hij zich onder andere bezig met dromenonderzoek waarover hij in 1991 een boek publiceerde.
De Jong werd bekend in de jaren 1980 en 1990 toen hij tientallen artikelen en recensies deed verschijnen in NRC-Handelsblad, waarbij met name de Franse literatuur zijn aandachtsgebied was. Vanaf 1998 publiceerde hij over Paul Léautaud over wie hij in 2004 en 2008 boeken deed verschijnen en van wie hij in 2009 diens Brieven aan mijn moeder vertaalde die verschenen in de reeks Privé-domein. In 2001 deed hij een biografie verschijnen over zijn oom de schrijver; ook in 2002 publiceerde hij over hem, en hij was betrokken bij het aan de schrijver gewijde A.M. de Jong-museum en bij de Vereniging 'Herman de Man'. In 2016 stelde hij een monografie samen over de kunstenaar Bouke Ylstra (1933-2009).
Mels de Jong overleed in Frankrijk op 86-jarige leeftijd.

### Eigen werk
- Emotie en respons. Een psychofysiologisch onderzoek. Lisse, 1981 (proefschrift).
- Sprekend nog met de nacht. Over dromen en droomonderzoek. Amsterdam [etc.], 1991.
- A.M. de Jong, schrijver. Amsterdam, 2001.
- "Beroemd op een divan". A.M. de Jong, schrijver. Een biografische schets. Oudewater, 2002.
- Paul Léautaud in Parijs. Soesterberg, 2004.
- Ik heb overal spijt van. Paul Léautaud biografie. Soesterberg, 2008.

### Vertaling
- Paul Léautaud, Brieven aan mijn moeder. Amsterdam [etc.], 2009.

- Bibliothèque nationale de France: cb137528386 (data)
- Digitale Bibliotheek voor de Nederlandse Letteren: jong330
- International Standard Name Identifier: 0000 0000 2432 1408
- Library of Congress Control Number: no95047920
- Nederlandse Thesaurus van Auteursnamen: 229540414
- Système universitaire de documentation: 220078181
- Virtual International Authority File: 17403025
- WorldCat: E39PBJgXb6wgGFjyMbG3BRDH4q